# Mehr (Verwaltungsbezirk)
Mehr (persisch شهرستان مهر) ist ein Schahrestan in der Provinz Fars im Iran. Er enthält die Stadt Mehr, welche die Hauptstadt des Verwaltungsbezirks ist. Der Verwaltungsbezirk verfügt über bedeutende Erdgasreserven.

## Kreise
- Zentral (بخش مرکزی)
- Asir (بخش اسیرز)
- Gallehdar (بخش گله‌دار)
- Warawi (بخش وراوی)

## Demografie
Bei der Volkszählung 2016 betrug die Einwohnerzahl des Schahrestan 64.827. Die Alphabetisierung lag bei 87 Prozent der Bevölkerung. Knapp 50 Prozent der Bevölkerung lebten in urbanen Regionen.
| Zensusjahr | Einwohnerzahl |
| ---------- | ------------- |
| 2011       | 59.727        |
| 2016       | 64.827        |